# 万寿镇 (渠县)
万寿镇，原为万寿乡，是中华人民共和国四川省达州市渠县下辖的一个乡镇级行政单位。2019年12月，撤乡设镇，以原万寿乡和原青丝乡青丝社区、邓坪村、大坪村、寨子村、鸦湾村、鼓坪村以及原板桥镇板桥社区、三圣社区、金玉村、立石村、鼓锣村、曹家村、新糖村所属行政区域为万寿镇的行政区域。

## 行政区划
万寿镇下辖以下地区：
万寿社区、天马村、牛角村、磨滩村、磨盘村和灵感村。